# La bevanda ha un retrogusto amaro
La bevanda ha un retrogusto amaro è un brano musicale della cantante italiana Giusy Ferreri. Il medesimo è entrato in rotazione radiofonica dal 25 aprile 2014 ed estratto come secondo singolo dal quarto album in studio dell'artista, L'attesa, che è stato pubblicato il 25 marzo 2014.

## Il brano
La bevanda ha un retrogusto amaro è un brano pop con elementi psichedelici, secondo la definizione di rockit, dalle sonorità anni ottanta e novanta.
 

Riguardo al brano, la cantante ha dichiarato: 

## Video musicale
Il video musicale ufficiale è stato pubblicato il 23 maggio 2014 in anteprima sul sito di Vanity Fair. La mattina seguente, è stato reso visibile sul canale VEVO della cantante. Il videoclip con regia di Luca Tartaglia ha una durata di quattro minuti e sedici secondi.